# Maskoe
Maskoe ist ein deutschsprachiger Rapper aus Hamburg.

## Werdegang
Maskoe wuchs im Süden Hamburgs auf. In seiner Jugend begann er Hip-Hop zu hören, wobei insbesondere die Künstler der Goldenen Ära wie etwa DMX, Busta Rhymes, Tupac Shakur und The Notorious B.I.G. einen großen Einfluss auf ihn hatten. Seine ersten Erfahrungen sammelte er auf Hip-Hop-Jams, auf denen er gegen lokale Rapper Battles bestritt. Erste Studioaufnahmen machte er mit seinen Jugendfreunden Nitro, Syndikate und Farhot, der später Erfolge als Hip-Hop-Produzent feierte. Zu der Anfangsformation der SK Gang gehörte auch der Grafiker Adopekid, der für alle seine Artworks verantwortlich zeichnete.
Maskoe nahm an einem Song-Wettbewerb des Musiksenders VIVA Deutschland teil. Diesen konnte er mit dem Lied Mein Respekt gewinnen, woraufhin er im Rahmen des Benefiz-Festivals Beats 4 Life im Vorprogramm von Kool Savas, Curse, Fettes Brot und Gentleman auftreten durfte. Vor Ort wurde Maskoe vom Musikjournalisten Falk Schacht für die Sendung Mixery Raw Deluxe interviewt. Im Gespräch rief der Rapper wiederholt seinen Slogan „Hamburg Süd“ aus. Nach Ausstrahlung des Gesprächs zeigte Stefan Raab Auszüge daraus in seiner Fernsehshow TV total und machte sich über ihn lustig.
Es folgten einige sogenannte Freetracks, die Maskoe kostenlos anbot. Unter diesen war die Songs Kanacke No 1, der über den Kanal von 16bars.de veröffentlicht wurde, Die Konsequenz, eine Zusammenarbeit mit dem Rapper Swiss, sowie das Stück Meine Stadt, das Maskoe mit Juvel, Xatar, PA Sports, Jeyz und Manuellsen aufgenommen hatte. Im Sommer 2009 wirkte Maskoe mit einem Beitrag in dem Online-Fernsehformat Halt die Fresse des Kanals Aggro.TV mit. 2012 trat er erneut in der Online-Serie in Erscheinung. Anfang 2012 veröffentlichte Maskoe das Street-Tape Maskoekain zum kostenlosen Download. Die Rapper SK Ekrem, Faro, Shako und Marc Reis sind darauf als Gastmusiker vertreten. An der Produktion waren unter anderem M3, Jumpa und KD-Supier beteiligt. Als Videoauskoppelung erschien das Lied Habibi. Nebenbei absolvierte er sein Abitur sowie ein Studium der Betriebswirtschaftslehre, das er mit dem Bachelor abschloss.
Ab 2013 war Maskoe als Gastrapper auf den Alben anderer Hip-Hop-Musiker zu hören. So war er auf Play My Beatz von P.M.B., Eksodus von Eko Fresh und Hoodrich von Said präsent. Im März 2014 unterschrieb Maskoe einen Vertrag bei Wolfpack Entertainment, einem Sublabel von Universal Music Group. Am 7. November 2014 erfolgte die Veröffentlichung seines Debütalbums One Man Show. Auf diesem sind neben Maskoe auch Eko Fresh, Nneka, Bintia, Teesy, Manuellsen und Shako mit Gastbeiträgen zu hören. Mit Kanacken aus Deutschland, Bang und Zu mir, in dem die Comedian Enissa Amani eine Hauptrolle spielt, sowie One Man Show wurden vier Songs als Musikvideo umgesetzt.
Am 13. September 2016, dem 20. Todestag des US-amerikanischen Rappers Tupac Shakur, veröffentlichte Maskoe die EP OG. Für diese orientierte sich der Rapper stilistisch an der Hip-Hop-Musik der 1990er Jahre. Neben Shako, Niqo Nuevo und Moe Mitchell ist auch der US-Amerikaner B. G. Knocc Out, der bei Eazy-Es Label Ruthless Records unter Vertrag stand, als Gastmusiker auf der EP vertreten.
Maskoe hatte ursprünglich auch ein Instrumental von Farhot für sein Album ausgewählt, dass Haftbefehl schließlich ohne dessen Wissen für seine Single Chabos wissen wer der Babo ist verwendete. Nachdem sich der Song zu einem kommerziellen Erfolg und die Begriffe „Chabo“ und „Babo“ in der Jugendsprache verankert hatte, überließ er dem Offenbacher die Produktion.

## Diskografie
Alben
- 2014: One Man Show

EPs
- 2016: OG

Tapes
- 2012: Maskoekain